# Eleccions legislatives neerlandeses de 1909
Les eleccions legislatives neerlandeses de 1909 se celebraren el 1909, per a renovar els 100 membres de la Tweede Kamer. Es formà un govern de coalició presidit per l'antirevolucionari Theo Heemskerk.

## Resultats
| ← Eleccions legislatives neerlandeses, 1909 → |                                                       |      |   |        |  |
| Partit                                        | Partit                                                | Vots | % | Escons |  |
|                                               | Lliga General dels Caucus Catòlics Romans (ABRKK)     |      |   | 25     |  |
|                                               | Partit Antirevolucionari (ARP)                        |      |   | 25     |  |
|                                               | Unió Liberal (LU)                                     |      |   | 20     |  |
|                                               | Partit Socialdemòcrata dels Treballadors (SDAP)       |      |   | 7      |  |
|                                               | Unió Cristiana Històrica (CHU)                        |      |   | 10     |  |
|                                               | Lliga dels Liberals Lliures (BVL)                     |      |   | 9      |  |
|                                               | Lliga Democràtica per la Llibertat de Pensament (VDB) |      |   | 4      |  |
| Total                                         | Total                                                 |      | - | 100    |  |
|                                               |                                                       |      |   |        |  |